# Utórengés

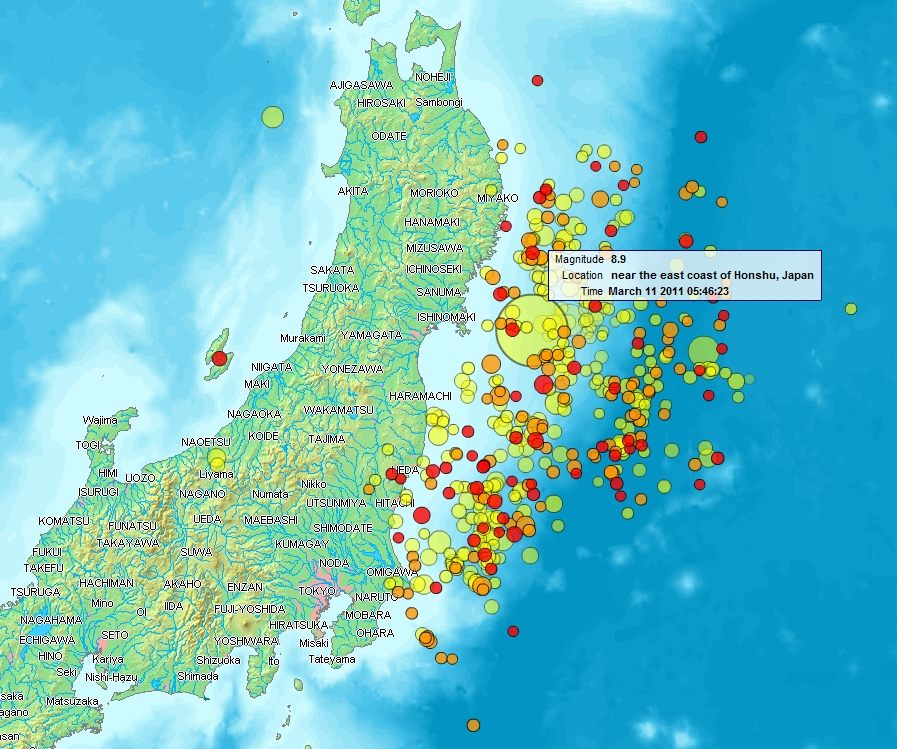
A 2011-es tóhokui földrengés és utórengései

Egy földrengés utórengése egy gyengébb földrengés, ami az erősebb rengés – a főrengés – után következik be, ugyanabban a földrajzi régióban. 
Ha a főrengésnél erősebb utórengés következne be, akkor azt fogják főrengésnek tekinteni, a korábbi főrengést pedig előrengéssé minősítik vissza.
Az utórengéseket az váltja ki, hogy a földkéreg az elmozdult törésvonal környékén a főrengés hatására átrendeződik. A nagyobb földrengéseket követő rengéssorozatban számuk elérheti a több százat, ezret is. Bár gyengébbek a főrengésnél, a megrongált épületekben komoly károkat okozhatnak. Az utórengések erőssége és gyakorisága a főrengés óta eltelt idő függvényében statisztikai értelemben csökkenést mutat.

## Az utórengések eloszlása

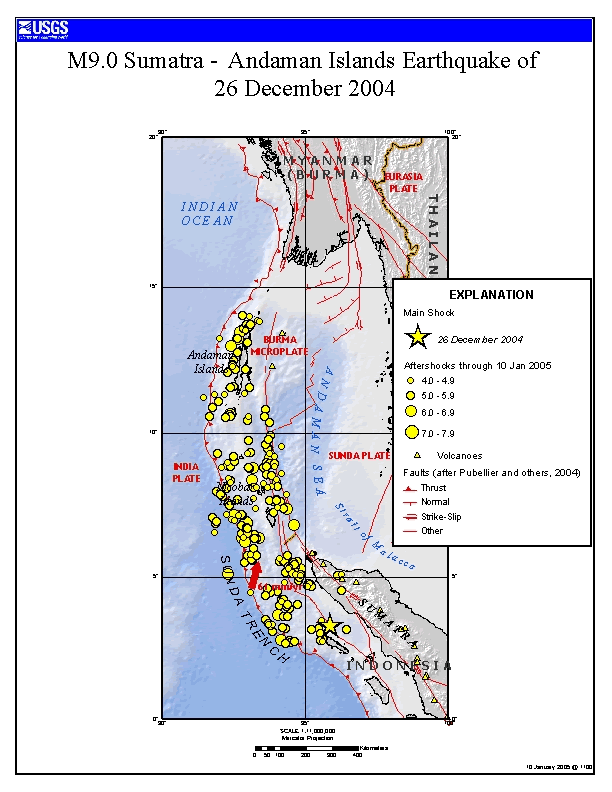

Az utórengések általában a főrengés törésvonalának környezetében találhatók meg, közvetlenül a rengés törésvonala, vagy a főrengés feszítő hatása által érintett más törésvonalak mentén. A földrengésben érintett kőzetlemeztől kb. a törésvonal hosszának megfelelő távolságban helyezkednek el.
Az utórengések mintázata segít a megcsúszott lemezterület méretének becslésében. A 2004-es indiai-óceáni szökőár és a 2008-as szecsuani földrengés esetében az utórengések elhelyezkedése igazolta, hogy az epicentrum a megcsúszás szélső területén található, ami a törés terjedésének erősen aszimmetrikus voltára utal.

## Az utórengések méret- és időbeli eloszlása
Az utórengések magnitúdójával és gyakoriságával kapcsolatban létezik néhány empirikus szabály.

### Az Ómori-törvény
Az utórengések mintázata követi Ómori törvényét. Ómori törvénye, pontosabban a módosított Ómori-törvény megfigyelésen alapuló összefüggést tár fel az utórengések számának ritkulásával kapcsolatban. Ómori Fuszakicsi (大森 房吉 Ōmori Fusakichi) 1894-ben publikálta az utórengésekkel kapcsolatos eredményeit, melyek szerint az utórengések gyakorisága a főrengés óta eltelt idővel nagyjából fordítottan arányos.
{\displaystyle n(t)={\frac {K}{c+t}}}
ahol:
- n(t) a főrengés után t idővel mért földrengések száma,
- K az amplitúdó, és
- c az időeltolási (time offset) paraméter.

A mostanság használatos módosított Ómori-törvényt Ucu Tokudzsi (Tokuji Utsu) vezette be 1961-ben.
{\displaystyle n(t)={\frac {k}{(c+t)^{p}}}}
ahol:
- p a hanyatlási rátát módosítja, értéke tipikusan 0,7–1,5 közé esik.

A fenti egyenletek szerint az utórengések száma időben gyorsan csökken, méghozzá a főrengés óta eltelt idő reciprokával egyenesen arányosan. Így aztán a rengés utáni második napon az utórengés bekövetkezésének esélye feleakkora, mint az első napon, a 10. napon pedig tizedakkora (feltéve, hogy p értéke éppen 1). Ezek a megfigyelések csak az utórengések tömeges viselkedésére vonatkoznak; az utórengések pontos időpontja, száma, helye véletlenszerű, bár a fenti mintákat követi. Mivel ez egy empirikus törvény, a paraméter értékét nem valamely fizikai törvényszerűség alapján kapják, hanem utólag határozzák meg oly módon, hogy a rengés mérési adatainak megfeleljen.

### Båth törvénye
Az utórengésekre vonatkozó másik fontos megállapítás a Båth-törvény, ami kimondja, hogy a főrengés és a legnagyobb utórengés magnitúdója közötti különbség nagyjából állandó, a főrengés amplitúdójától független, és nagyjából 1,1-1,2 magnitúdóra tehető az MMS-skálán.

### Gutenberg–Richter-összefüggés

A Gutenberg–Richter-törvény b=1 esetre

A Gutenberg–Richter-összefüggés vagy Gutenberg–Richter-törvény (GR-törvény) összefüggést határoz meg bármilyen területen előforduló földrengések magnitúdója, és a legalább akkora magnitúdójú rengések előfordulási száma között.
{\displaystyle \!\,N=10^{a-bM}}
Ahol:
- {\displaystyle \!\,N} azon események száma, melyek magnitúdója {\displaystyle \!\,\geq M}
- {\displaystyle \!\,a} és {\displaystyle \!\,b} pedig konstansok.

Összefoglalva, sok apró utórengésre és néhány nagyobb utórengésre lehet számítani.

## Az utórengések kihatása
Az utórengések veszélyességét az adja, hogy nem lehet előre jelezni őket, nagy magnitúdójúak lehetnek, és összedönthetik a főrengéstől meggyengített építményeket. A nagyobb földrengések után nagyobb számú és erősebb utórengés keletkezik, melyek akár évekkel, néha évtizedekkel később is jelentkezhetnek. Ez különösen jellemző a szeizmikusan csendes területeken fellépő nagyobb szeizmikai jelenségekre; például az Új-madridi Szeizmikus Zóna környékén a szeizmikus események az 1811-12-es főrengés óta követik Ómori törvényét. Az utórengés-sorozatot akkor tekinthetjük befejezettnek, ha a szeizmikus események visszaesnek a háttérszintre; tehát amikor az események gyakorisága az időben nem mutat már csökkenő tendenciát.
Az Új-madridi Zóna körül a földmozgás nem több évi 0,2 mm-nél, míg Kaliforniában, a Szent András-törésvonalnál az évi 37 mm-t is elérheti. A becslések szerint a Szent-András törésvonalnál az utórengések kb. 10 évig várhatók, míg az Új-Madridnál jelenleg fellépő földrengéseket is a 200 évvel ezelőtti, 1811–1812-es új-madridi földrengés utórengéseinek tartják.

## Előrengések
Több tudós próbálkozott már azzal, hogy az előrengésekből próbálja előre jelezni a földrengéseket, a kevés siker egyike az 1975-ös liaoningi (Kína) földrengés előre jelzése volt. Az East Pacific Rise-on viszont (egy óceánközépi hátság) a transzform vetők jól meghatározott előrengéses aktivitást mutatnak a fő szeizmikus eseményt megelőzően. A korábbi események és előrengések adatai azt mutatják, hogy ezeknél kevés utórengés és sok előrengés jelentkezik a kontinentális csapásirányú vetőkhöz képest.

## Fordítás
- Ez a szócikk részben vagy egészben az Aftershock című angol Wikipédia-szócikk ezen változatának fordításán alapul.  Az eredeti cikk szerkesztőit annak laptörténete sorolja fel. Ez a jelzés csupán a megfogalmazás eredetét és a szerzői jogokat jelzi, nem szolgál a cikkben szereplő információk forrásmegjelöléseként.